# Pomost Chełmża
Pomost Chełmża, česky most Chełmża nebo molo Chełmża, je lávka pro pěší a molo nad rinovým jezerem Jezioro Chełmżyńskie ve městě Chełmża v okrese Toruň v Kujavsko-pomořském vojvodství v Polsku.

## Další informace
Pomost Chełmża o délce 360 metrů a šířce 2,5 m v sobě spojuje lávku se zábradlím, molo, přístav a obloukový most pro průjezd malých lodí. Na ocelových pilotech je postavena mostní konstrukce ze dřeva a plastu. Spojuje dva břehy jezera. Místo, které bývá v noci osvětlené, je celoročně volně přístupné a stalo se atrakcí města.

## Galerie

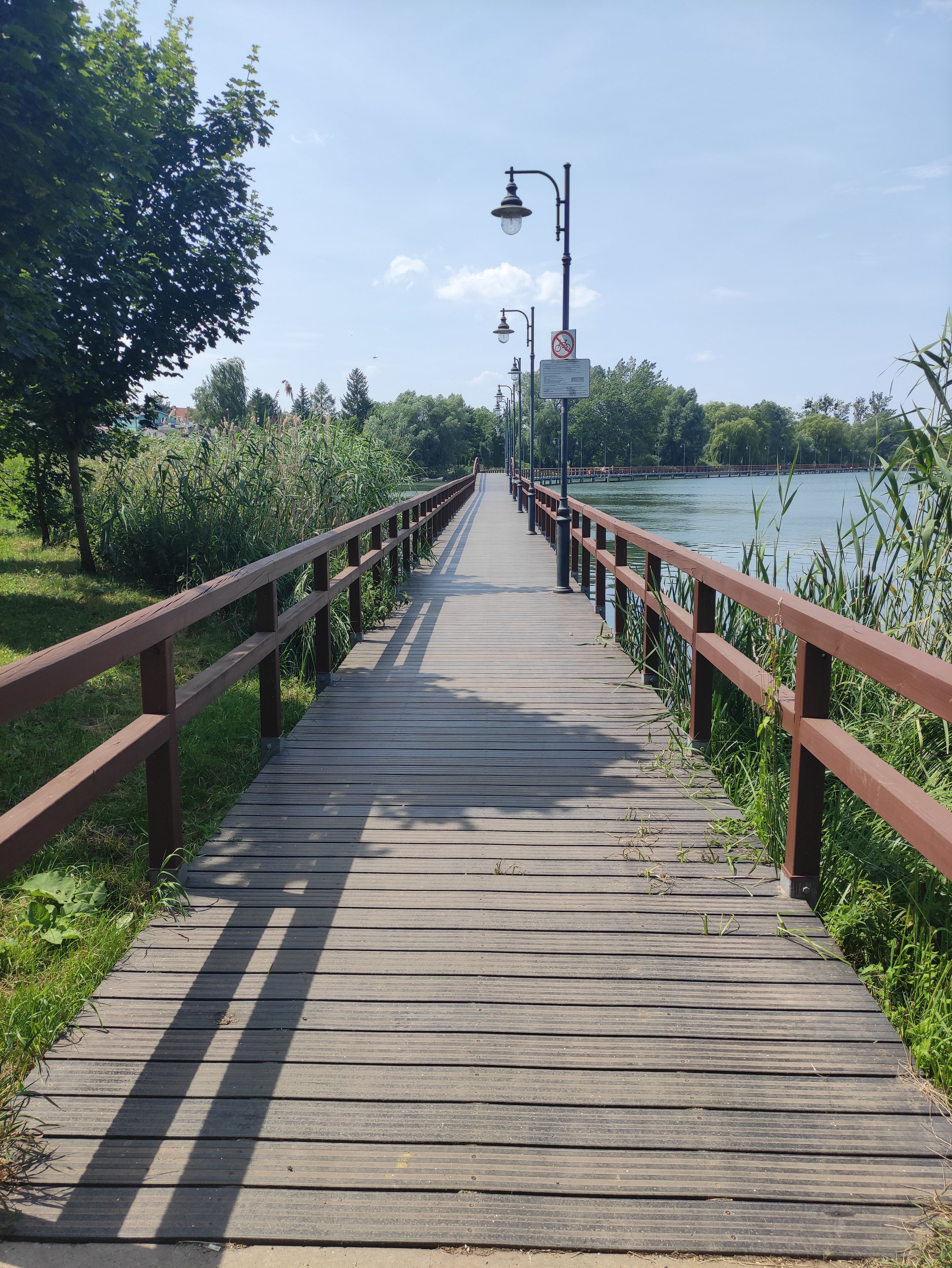
Na mostě
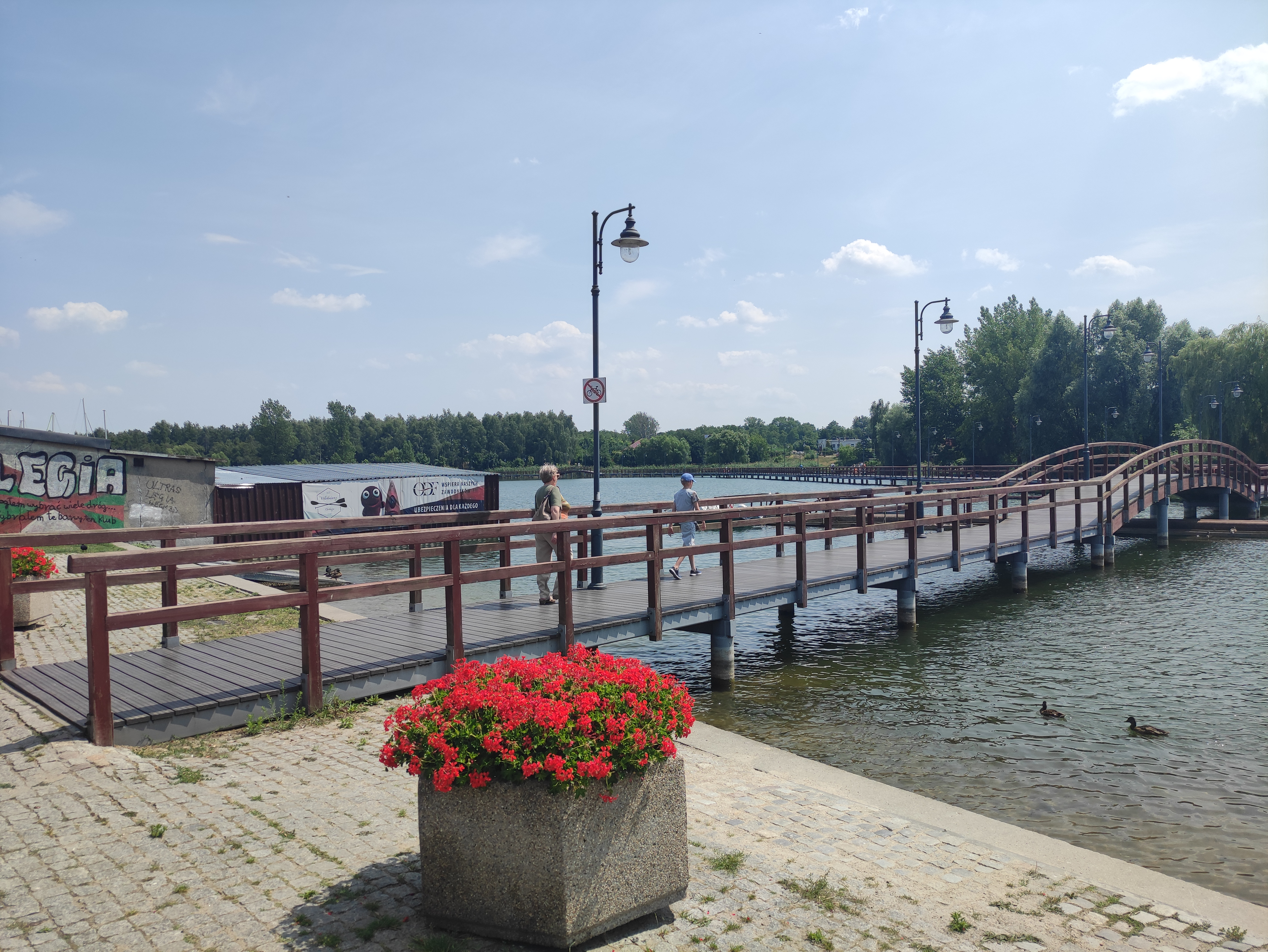
Počátek mostu